# Komorni orkester NOVA
Komorni orkester NOVA je slovenski komorni orkester iz Nove Gorice, ki skupaj z Big bandom NOVA deluje pod okriljem glasbenega društva NOVA iz Nove Gorice.
Že leto dni po ustanovitvi društva leta 1996 je nastopil na samostojnem koncertu v abonmajskem ciklu »Glasba z vrtov sv. Frančiška« na Kostanjevici nad Novo Gorico v organizaciji KD Nova Gorica. Po tistem je imel še več koncertov v zahodni Sloveniji. Z orkestrom so sodelovali tudi razni zbori in solisti, kot so violinistki Mojca Križnič in Mojca Gal, harmonikaš Marko Deferri, flavtist Armando Mariutti, trobentač Boštjan Bone, organist Dimitrij Rejc, tenorist Vladimir Čadež itd. Orkester je večkrat sodeloval tudi z Župnijskim mešanim pevskim zborom KUD Šempeter, s katerim se je leta 2000 odpravil na koncertno turnejo po Italiji, Avstriji in Švici.
Orkester že od ustanovitve glasbenega društva NOVA leta 1996 vodi in mu dirigira Jurij Križnič, violinist in glasbeni pedagog na Glasbeni šoli Nova Gorica. Leta 2006 so posneli promocijski album.